# Aeroportul Internațional Bălți
Aeroportul Internațional Bălți (IATA: BZY, ICAO: LUBL) denumit și ca Aeroportul Internațional Bălți-Leadoveni, este al doilea cel mai mare aeroport internațional civil din Republica Moldova și unul dintre cele două aeroporturi importante din Bălți, care deservește orașul Bălți și nordul Republicii Moldova pentru zborurile civile pasageri și cargo. Aeroportul Internațional Bălți-Leadoveni a fost deschis în 1989 pentru a înlocui Aeroportul Bălți-Oraș în special pe rutele internaționale și pentru a ușura traficul aerian de la aeroportul Chișinău.
Cel de al doilea aeroport la Bălți este primul aeroport istoric Bălțean pentru curse regulate Aeroportul Bălți-Oraș din cartierul Autogara, situat în limitele estice ale zonei urbane Bălțiului, care, după darea în exploatare a Aeroportului Internațional Bălți-Leadoveni, a fost ultilizat în ultimii ani de exploatare activă (sfârșitul anilor 80) ca un aeroport regional, folosit pentru serviciile de urgență, agricultură și transportul regional.
Aeroportul Internațional Bălți este capabil să funcționeze 24 de ore pe zi, șapte zile pe săptămână, pe tot parcursul anului și este situat în afara zonei urbane a Bălțiului, în satul Corlăteni, raionul Rîșcani la 15,1 km de la centrul orașului Bălți (9,7 km de la marginea nord a orașului), având acces direct la Drumului European E583/Drumul Național M5 și Drumul Republican R12. Amplasarea pistei Aeroportului Internațional Bălți este cea mai avantajoasă în comparație cu aeroporturile și aerodromurile din regiune (anume în comparație cu aeroportul Chișinău și aerodromul militar Mărculești), asigurând Aeroportului Internațional Bălți o exploatare continuă fără închideri prelungite care pot dura zile întregi la aeroportul Chișinău și aerodromul militar Mărculești.

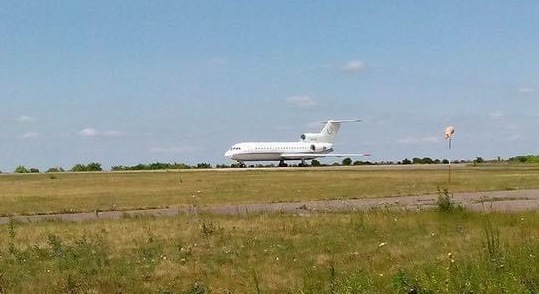
Decolarea aeronavei Iakovlev Iak-42 de la Aeroportul Internațional Bălți

De la deschiderea sa, aeroportul a servit ca un hub pentru filiala moldovenească a Aeroflot, apoi pentru Air Moldova și ca bază de operațiuni principală a Moldaeroservice. În istoria aviației civile din Republica Moldova, doar de la Aeroportul Internațional Chișinău și de la Aeroportul Internațional Bălți au fost operate curse regulate cu Tupolev Tu-134.
Aeroportul a fost certificat și deschis pentru transporturile de pasageri și mărfuri, cu exploatarea curselor regulate pasageri din 1989 – anul de dare în exploatare a pistei betonate de decolare în aeroportul nou construit Bălți-Leadoveni - conectând Bălți prin calea aeriană cu 14 orașe din fosta URSS cu avioanele de tip Antonov An-24, Tupolev Tu-134, Let L-410 Turbolet până în 1993. În ultimii ani aeroportul a fost ultilizat în majoritate pentru curse interne și zboruri ocazionale externe

## Istoric

### Înființare

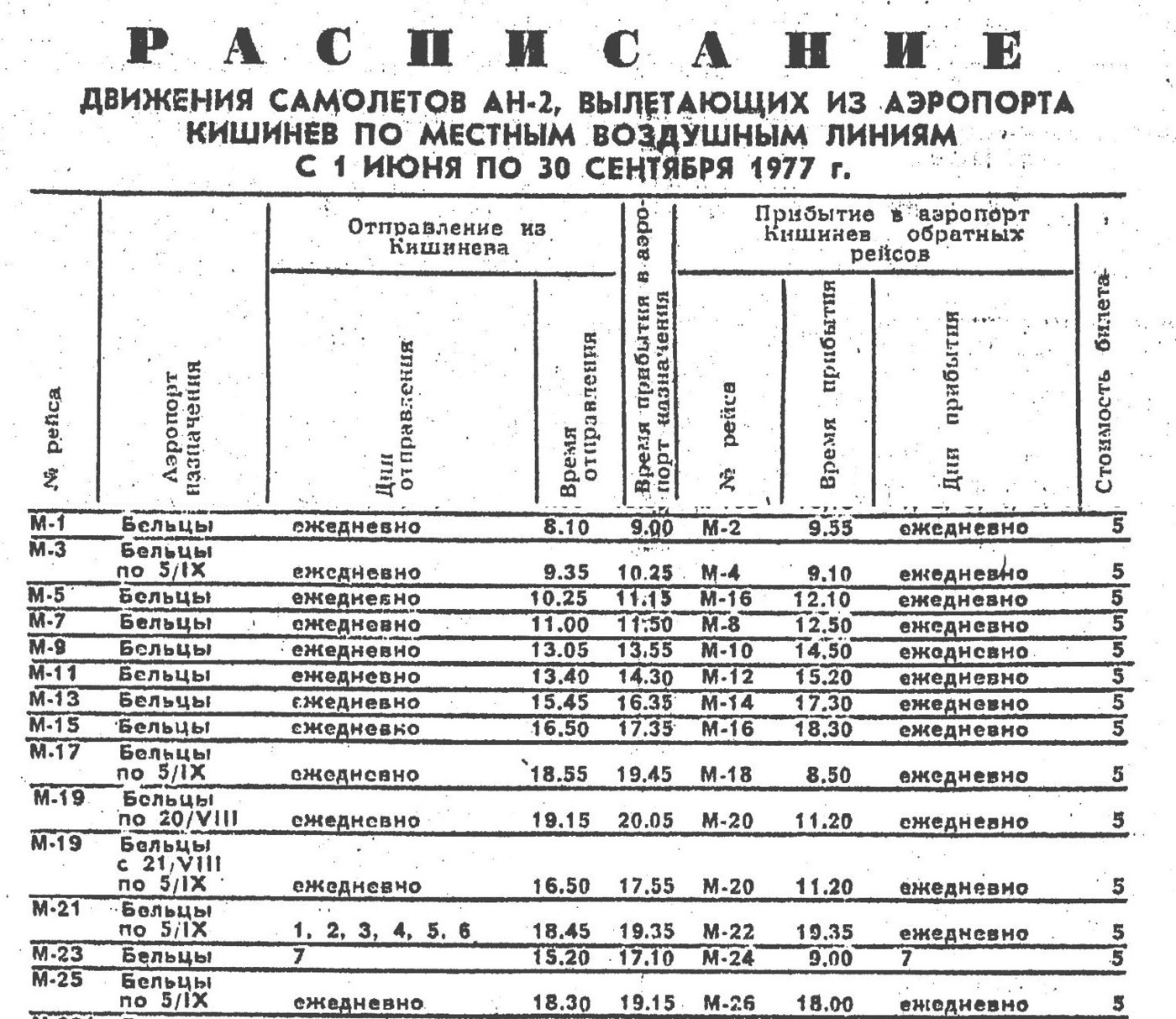
Zboruri regulate de la Chișinău la Bălți (Aeroportul Bălți-Oraș), 1977. Numărul de zboruri spre Bălți din Chișinău este de 7 ori mai mare decât numărul de zboruri spre oricare altă destinație internă locală cea mai populară

Înainte de deschiderea Aeroportului Internațional Bălți, principalul aeroport din Bălți și al doilea din RSSM era Aeroportul Bălți-Oraș, care deservea zborurile regulate de pasageri și de marfă intrasovietice, precum și zborurile interne din Moldova. Odată cu extinderea aviației civile în fosta URSS începând cu anii 1960 și operarea avioanelor cu reacție ca Tupolev Tu-134 din 1969 în Moldova, doar aeroportul Chișinău din Republica Moldova era capabil să deservească zboruri regulate de pasageri cu avioane cu reacție. Deși numărul zborurilor interne pe ruta Bălți - Chișinău depășea de șapte ori numărul zborurilor pe orice altă rută locală, și în Moldova, în afară de aeroportul Chișinău, doar de pe Aeroportul Bălți-Oraș erau operate zboruri regulate intrasovietice, limitările Aeroportului Bălți-Oraș au devenit evidente, deoarece facilitățile sale erau insuficiente pentru a satisface cererea tot mai mare de transport aerian cu avioane cu reacție: ambele piste ale Aeroportului Bălți-Oraș fiind prea scurte, tip de suprafața de piste inadecvat (gazon) și terminalul pasageri nepregătit pentru a face față creșterii numărului de pasageri din curse regulate cu avioane cu reacție.
Conceperea proiectului de construcție a unui nou aeroport pentru Bălți și nordul Moldovei a început în 1974. Înainte de construcția pistei în noua locație de lângă satul Leadoveni, 146 hectare de cernoziom/terenuri arabile au fost extrase din colhozul "Leadoveni". Alegerea locației celei mai recente piste construite de la zero în Republica Moldova a fost făcută cu atenție, luând în considerare mijloacele tehnice și inginerești avansate de epoca  și, în special, direcția vânturilor și absența ceții stabile pe amplasamentul pistei Aeroportului Internațional Bălți, cea mai mare altitudine: 231 metri deasupra nivelului mării.

#### Altitudine și vizibilitate

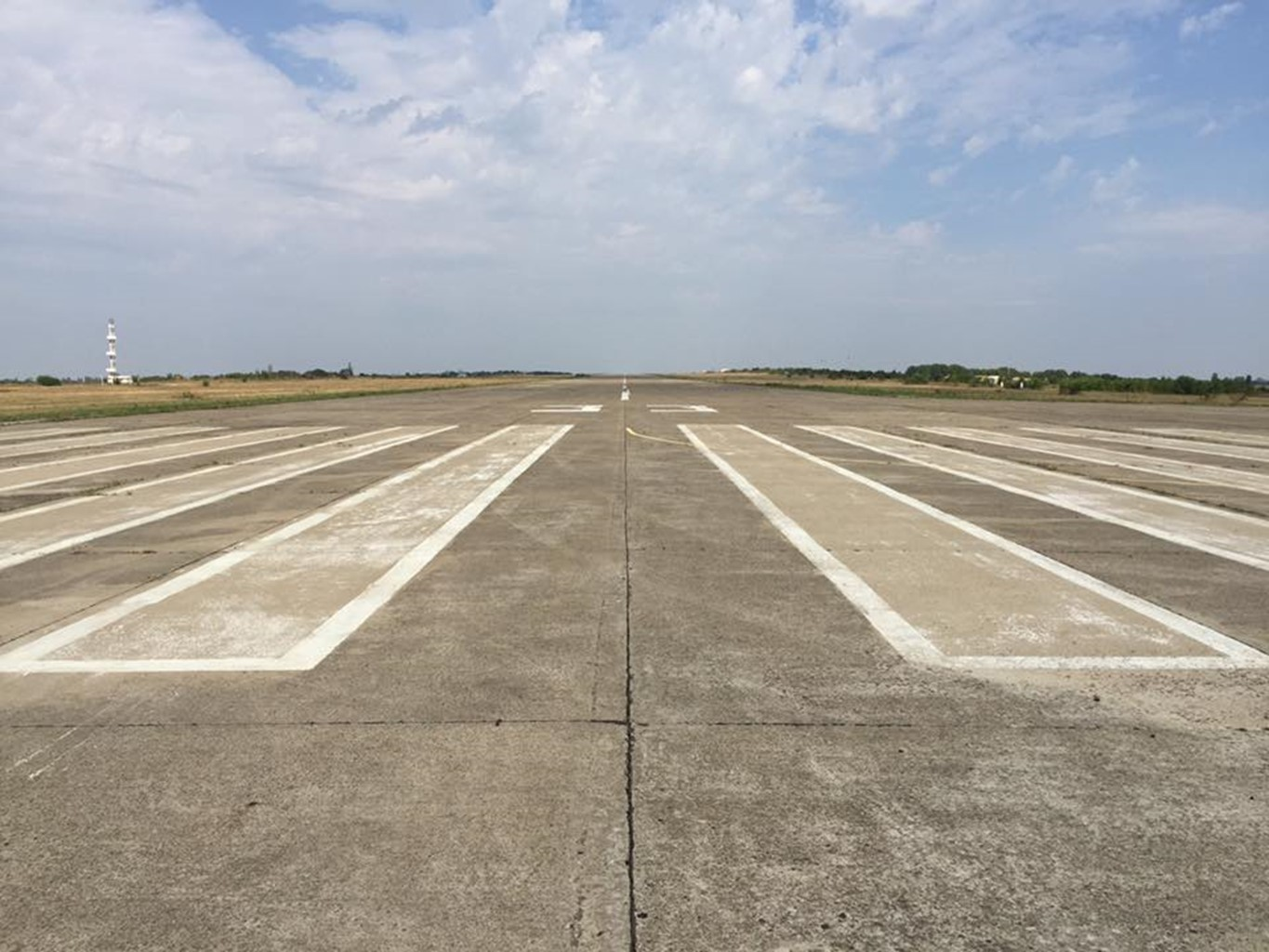
Pista Aeroportului Internațional Bălți Leadoveni - relevment magnetic 33°

Altitudinea pistei la Aeroportul Internațional Bălți este 231 metri la capătul pistei orientate magnetic 15' și 215 metri la capătul pistei orientate 33'. Această altitudine a pistei este cea mai înaltă și asigură mai bună vizibilitate în comparație cu toate celelalte aeroporturi și aerodromuri din regiune.
 

Spre deosebire de alte aeroporturi din Moldova și din regiune Aeroportul Internațional Bălți poate fi operat în orice condiții meteorologice. Pista de aterizare a Aeroportului Internațional Bălți este situată la o altitudine de 231 de metri, cu vale din jur care coboară până la 100 de metri, ceea ce contribuie la disiparea rapidă a ceții.

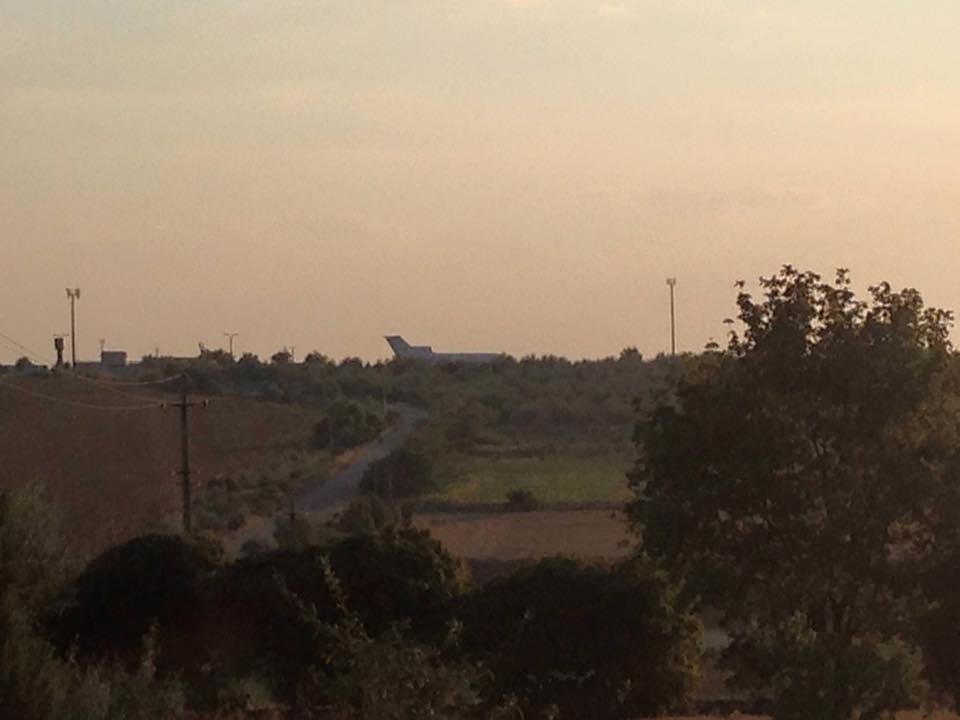
Vederea Aeroportului Internațional Bălți ridicat pe un deal cu înălțime de 231 metri din partea drumului expres М5

 La aeroport Chișinău pista este situată la altitudine 115 metri find înconjurată de dealuri înalte de 250 metri, ceea ce duce la închiderea aeroportului Chișinău mai multe zile pe an din cauza ceții stabile. Aceeași situație este cu pista aerodromului militar Marculești, care se află la 101 metri de altitudine fiind înconjurată de dealuri mai sus de 300 metri - ceea ce contribuie la menținerea ceții stabile la Marculești.

#### Calitatea solului
Solul la Aeroportul Internațional Bălți nu este afectat de eroziune de sol, timp ce aeroportul Chișinău și aerodromul militar Mărculești sunt ambele afectate de procesele de eroziune de sol.

#### Roza vânturilor
Direcțiile predominante ale vântului în Republica Moldova sunt N, NE, NV, S și SE.
Anenomometrul la stație reper amplasat în zona Aeroportului Internațional Bălți (amplasarea deschisă la înălțimea deasupra solului 200 m, puțin ecranată cu un factor al rugozității scăzut) a constatat cea mai mare viteza medie anuală a vântului în Republica Moldova la Aeroportului Internațional Bălți (urmat de Aeroportul Internațional Cahul) în comparație cu amplasările altor aeropturi și aerodromuri în Republica Moldova. Atât roza vânturilor, cât și distribuția Weibull în aceste studii confirm corespunderea direcției vânturilor la amplasarea pistei a Aeroportului Internațional Bălți cu orientarea magnetică a pistei: NV/SE - 15'/33', asigurând astfel totdeauna vântul necesar pentru decolare sau aterizare în direcția potrivită, fără vântul lateral, care este frecvent la aeroportul Chișinău și aerodromul militar Mărculești, fiecare cu pista de aterizare orientate est-vest, ceea ce duce adesea la vânturi laterale la aeroportul Chișinău și aerodromul militar Mărculești. În Republica Moldova, în afară trei pistelor orientate conform direcției vânturilor dominante situate la Aeroportul Internațional Bălți (1: relevment magnetic 15° nord-vest/33° sud-est) și la Aeroportul Bălți-Oraș (2: a) relevment magnetic 13° nord-vest/31° sud-est și b)  relevment magnetic 01° sud-vest/19° nord-est), doar aeroportul Cahul (1: relevment magnetic 16° nord-vest/34° sud-est) dispune de pista orientată corespunzător direcției vânturilor.
De asemenea, printre orașele cu aeroporturile funcționale în Republica Moldova, viteza medie a vântului la Bălți (2,7 m/s) măsurată între 01/1990 și 12/2011 la 101 metri (lat. 47.77462  lon. 27.95065 corespunde altitudinii pistelor la Aeroportul Bălți-Oraș 47°46′28.6″N 27°57′02.3″E / 47.774611°N 27.950639°E, Aeroport Internațional Bălți fiind aflat mai sus la 231 metri de înălțime deasupra nivelului mării) tot este mai mare în comparație cu Chișinău (2,28 m/s la înălțimea 173 metri - altitudinea aeroportuluI Chișinău fiind mai joasă: 122 metri). De menționat totodată viteza medie a vântului la Cahul de 3,71 m/s la înălțimea 196 metri (aeroportul Cahul fiind aflat la altitudinea 199-209 metri).

#### Cerințele de siguranță a zborurilor civile ICAO și EASA
Localizarea pistei Aeroportului Internațional Bălți, situată astfel încât traseul aterizării și decolării ocolește orașul Bălți,  corespunde cerințelor de siguranță ale aviației civile stabilite de Organizația Aviației Civile Internaționale (OACI) și anume de articolul 3.1.2 (Minimum heights) al capitolului 3 (General rules) al Anexei 2 (Rules of the Air) a Convenției privind Aviația Civilă Internațională și de Agenția Europeană pentru Siguranța Aviației (AESA) și anume de articolul SERA.3105 (Minimum heights) la Capitolului 1 (PROTECTION OF PERSONS AND PROPERTY) al Secției 3 (GENERAL RULES AND COLLISION AVOIDANCE) a Regulilor cu Acces Facilitat pentru Regulile Standardizate Europene de Aer (Easy Access Rules for Standardised European Rules of the Air (SERA)) Anexa Rules of the Air, conform cărora aeronavele nu trebuie să zboare deasupra zonelor aglomerate ale orașelor, localităților sau așezărilor sau deasupra unei adunări de persoane în aer liber. Prin urmare, nu au fost constatate inconveniențe de-a lungul exploatării Aeroportului Internațional Bălți anume chiar când cursele erau operate de Tupolev Tu-134, una din cele mai zgomotoase aeronave denumită colocvial “fluierul” (rusă свисток).
În acest context, încercările de a opera câteva zboruri ocazionale cu avioane medii de la aerodromul militar Marculești (cu personal de deservire la sol și pentru navigație aeriană, fiind inexistent la aerodrom Marculești, adus pentru fiecare aterizare/decolare la Marculești de la Bălți) au cauzat multiple scandaluri și panica printre locuitorii orașului Bălți. Pista aerodromului militar Marculești fiind orientată direct înspre orașul Bălți din est, a fost construită pentru avioanele militare ușoare și manevrabile astfel incât să ocolească orașul pe traiectoriul de decolare/aterizare, ceea ce nu pot face aviaone medii și grei.

#### Denumire
Numele aeroportului "Bălți-Leadoveni" provine de la vechea denumirea comunei Corlăteni. Numele Leadoveni a fost dat în 1945 satului Corlăteni (numit și Strîmba) în slava lui Grigorii Leadov. Leadoveni a fost unit în 1966 cu satul Singureni. La Singureni în timpul al Doilea Război Mondial a fost amplasat principalul aerodrom militar al Moldovei: aerodromul Bălți-Singureni. În 1991 satul comun Leadoveni a fost desființat și există din nou două sate diferite, separat, așa cum a fost inițial istoric: Corlăteni și Singureni. Legislația moldovenească recentă se referă la aeroport internațional civil aflat la Corlăteni ca fiind Aeroportul Internațional Bălți.

### Certificare tehnică

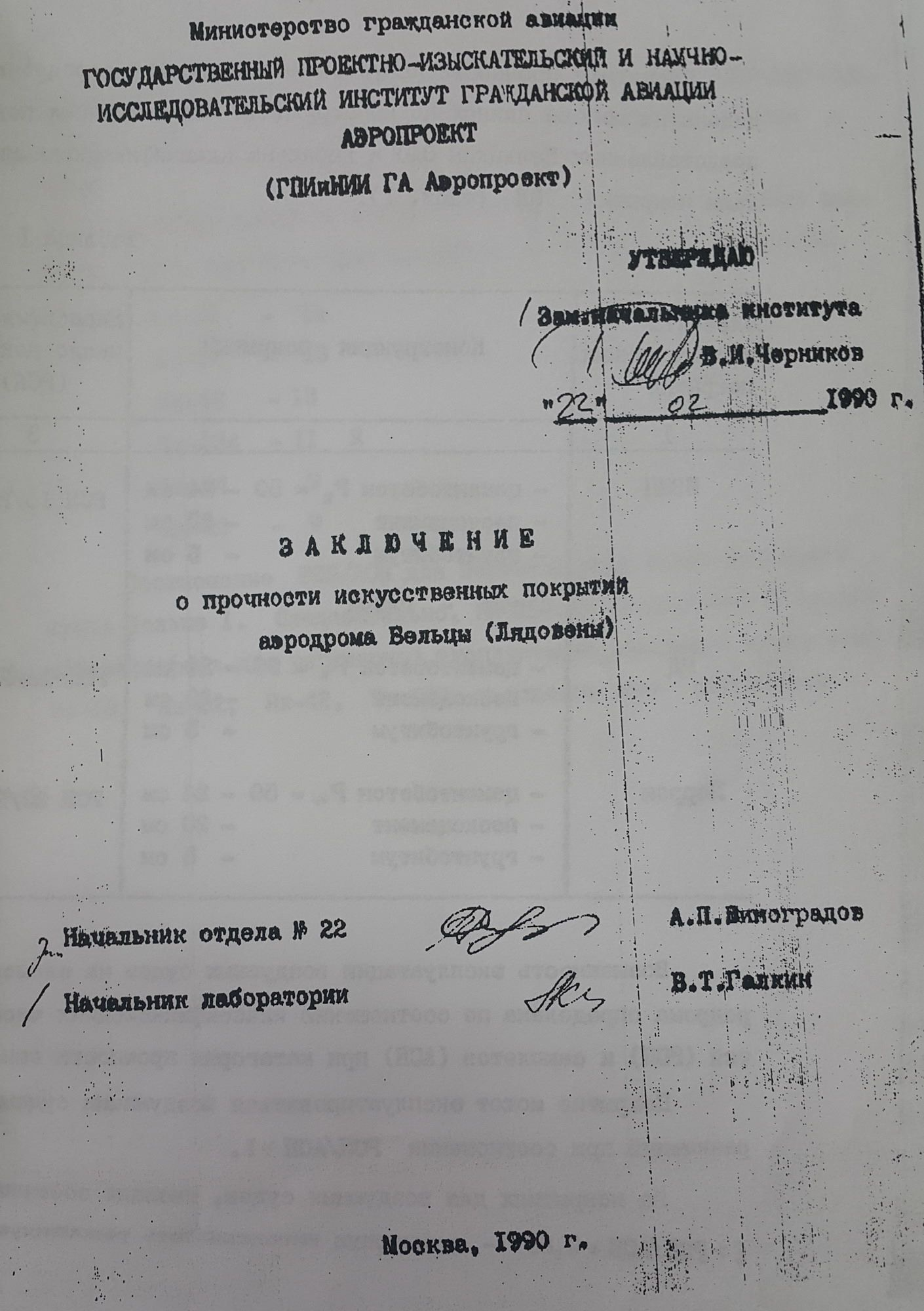
Raport de concluzie privind durabilitatea suprafețelor la aeroport Bălți-Leadoveni

Institutul Aeroproiect din Kiev a pregătit întreaga documentație de proiectare pentru noul aeroport, în timp ce Institutul Aeroproiect din Moscova a fost însărcinat cu certificarea aeroportului și, în special, cu certificarea suprafețelor artificiale ale aerodromului.

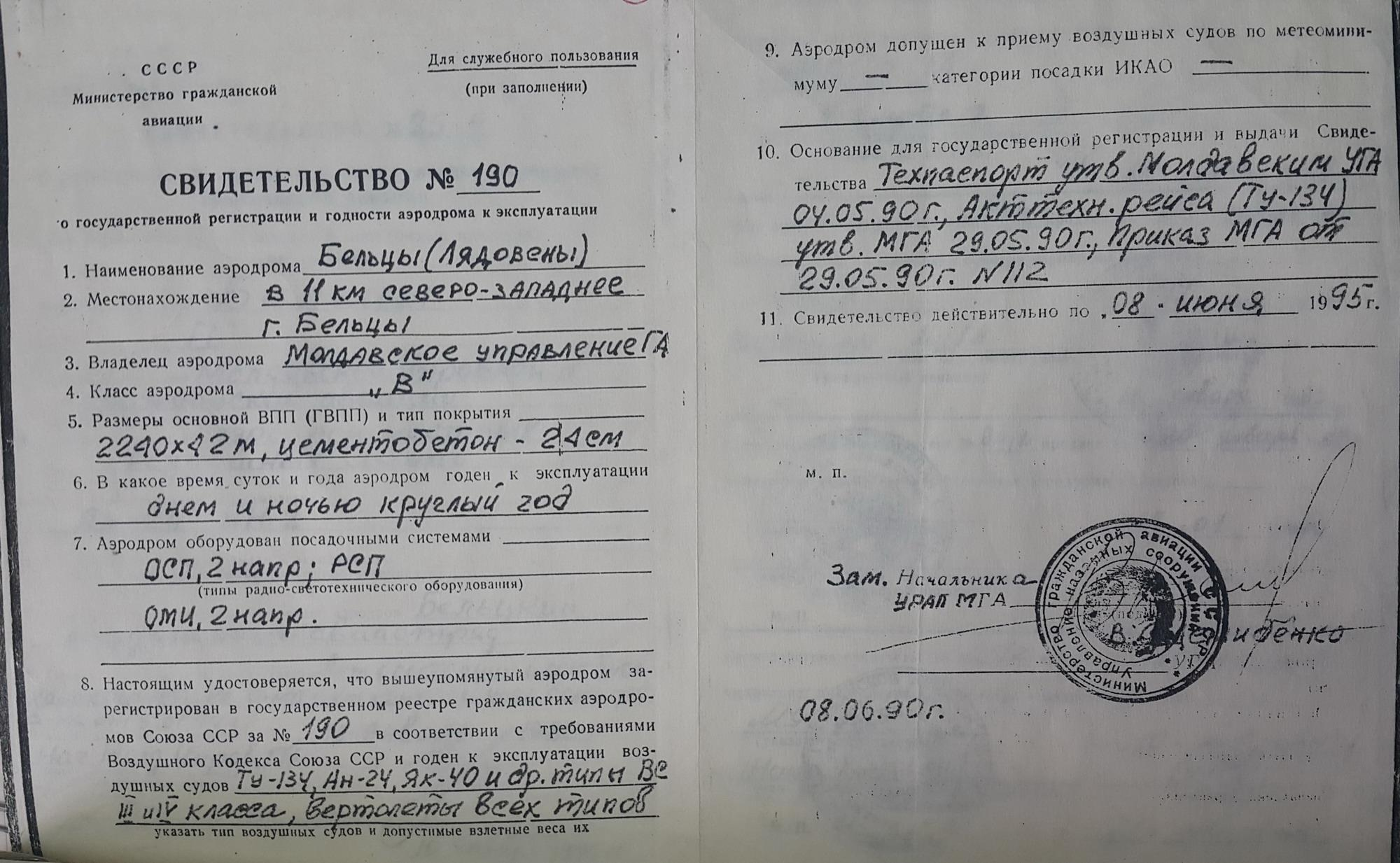
Certificat de navigabilitate și exploatare a aeroportului Bălți-Leadoveni

Primul zbor tehnic pe pista noului aeroport de la Bălți a fost efectuat la 28 decembrie 1987 pe un Antonov An-24 de către reprezentanții unei comisii de testare a Autoritatea Aeronautică Civilă a Republicii Moldova. 
La 31 octombrie 1989, autoritatea a stabilit conformitatea semnalelor luminoase de aviație instalate pe noul aeroport din Bălți. 

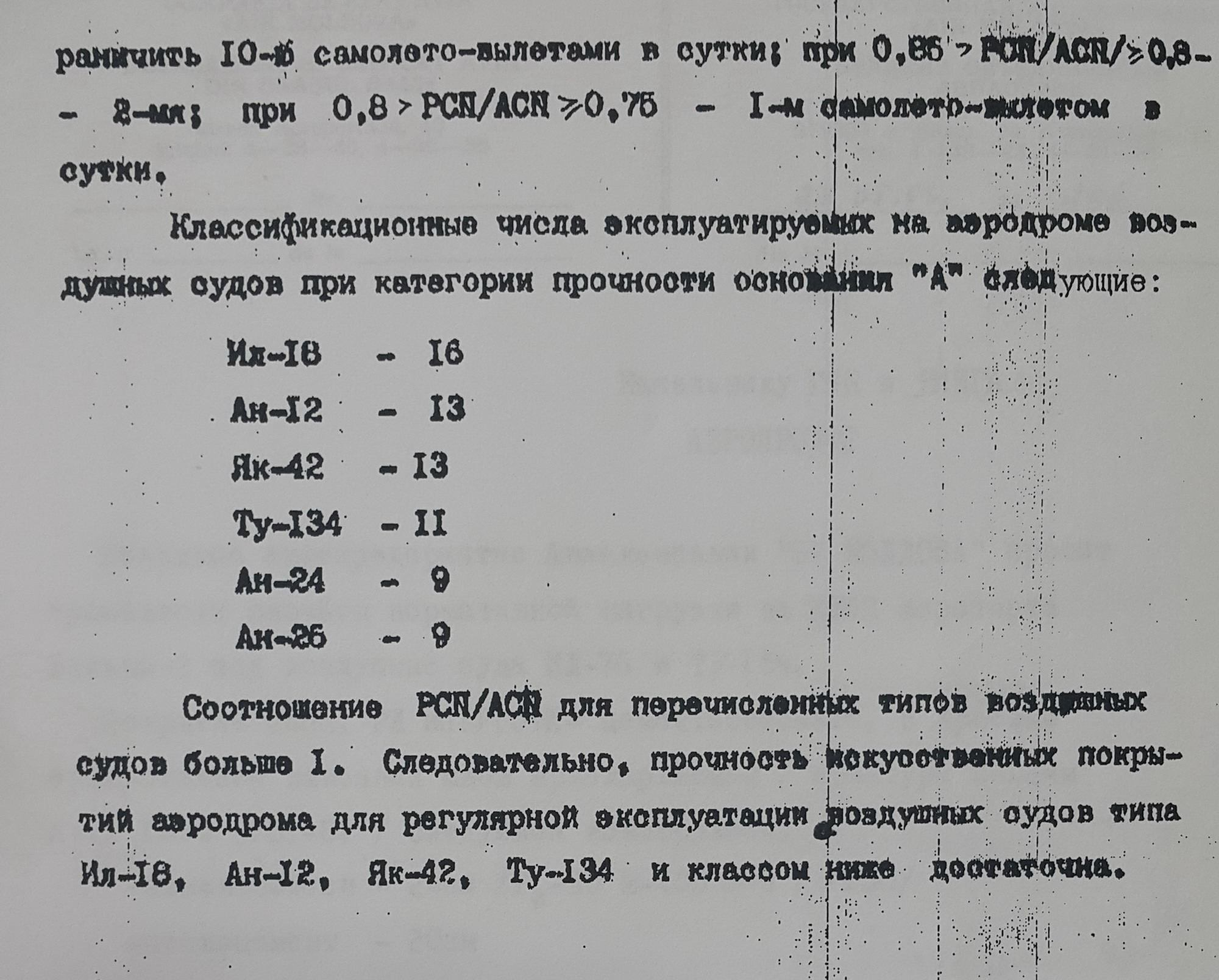
Raport de concluzie privind durabiiitatea suprafețelor la aeroport Bălți-Leadoveni

La 22 februarie 1990, Institutul de Stat de Cercetări pentru Proiectare și Prospecțiuni în domeniul Aviației Civile "Aeroproiect" a confirmat numărul de clasificare a pavajului - PCN și a indicat avioanele care pot fi operate pe aeroportul fără restricții: Iliușin Il-18, Antonov An-12, Iakovlev Iak-42, Tupolev Tu-134. 
La 8 iunie 1990, Ministerul aviației civile al URSS a emis certificatul de înregistrare și navigabilitate pentru noul aerodrom Bălți-Leadoveni, confirmând tip de aerodrom "V" rusă В, operabilitatea 24 ore an întreg și că avioanele de tip Tupolev Tu-134, Antonov An-24, Iakovlev Iak-40 și alte tipuri de avioane din categoriile a III-a și a IV-a pot fi operate liber pe aeroport, precum și orice tip de elicoptere. 

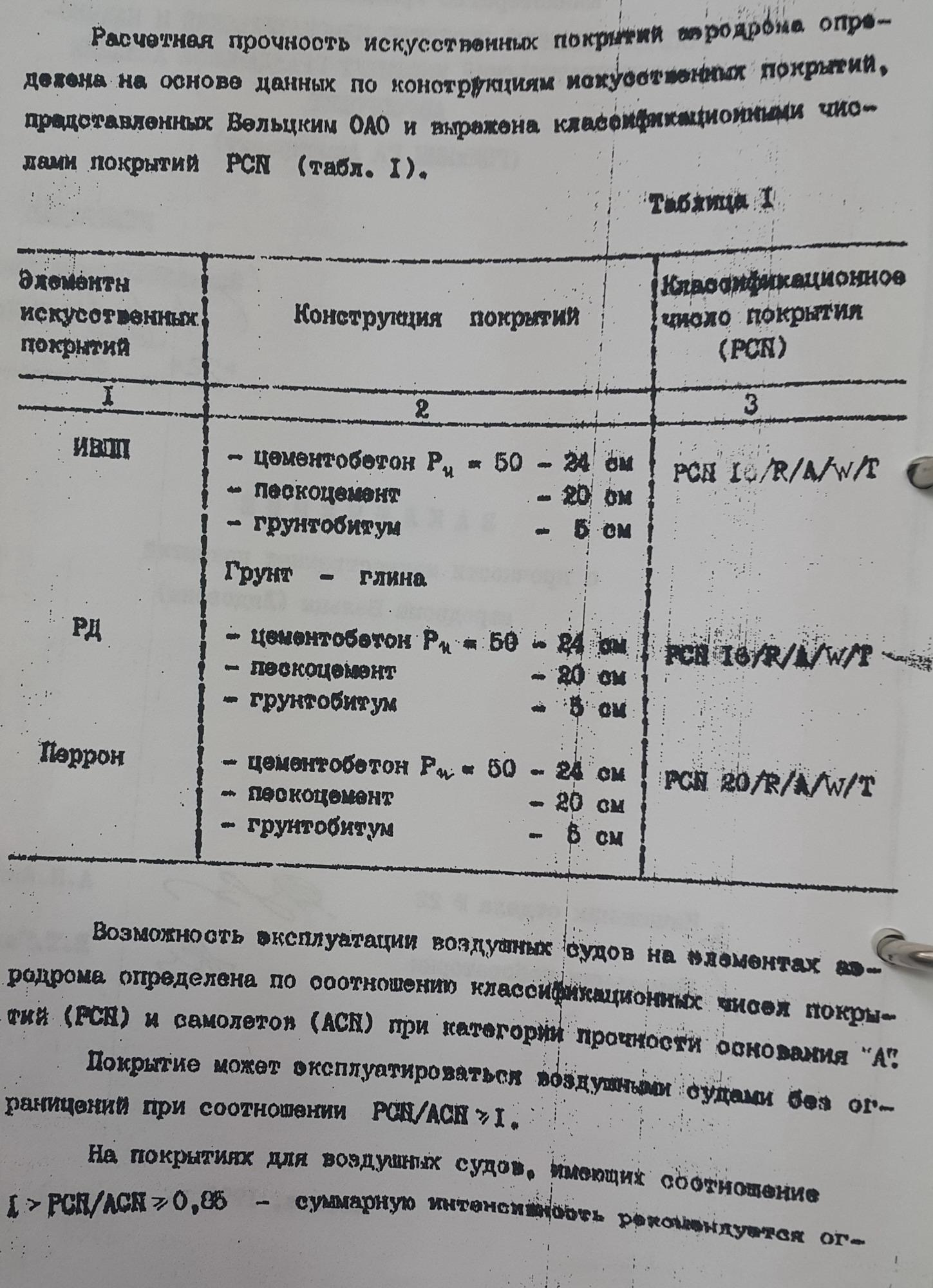
Raport de concluzie privind durabiiitatea suprafețelor la aeroport Bălți-Leadoveni

La 31 mai 1994, Institutul "Aeroproiect" din Moscova a confirmat, de asemenea, capacitatea noului aeroport din Bălți pentru operarea Tupolev Tu-154 (un avion pe zi) și Iliușin Il-76 (50 de avioane pe an cu o greutate de 160 de tone (352.740 de livre).

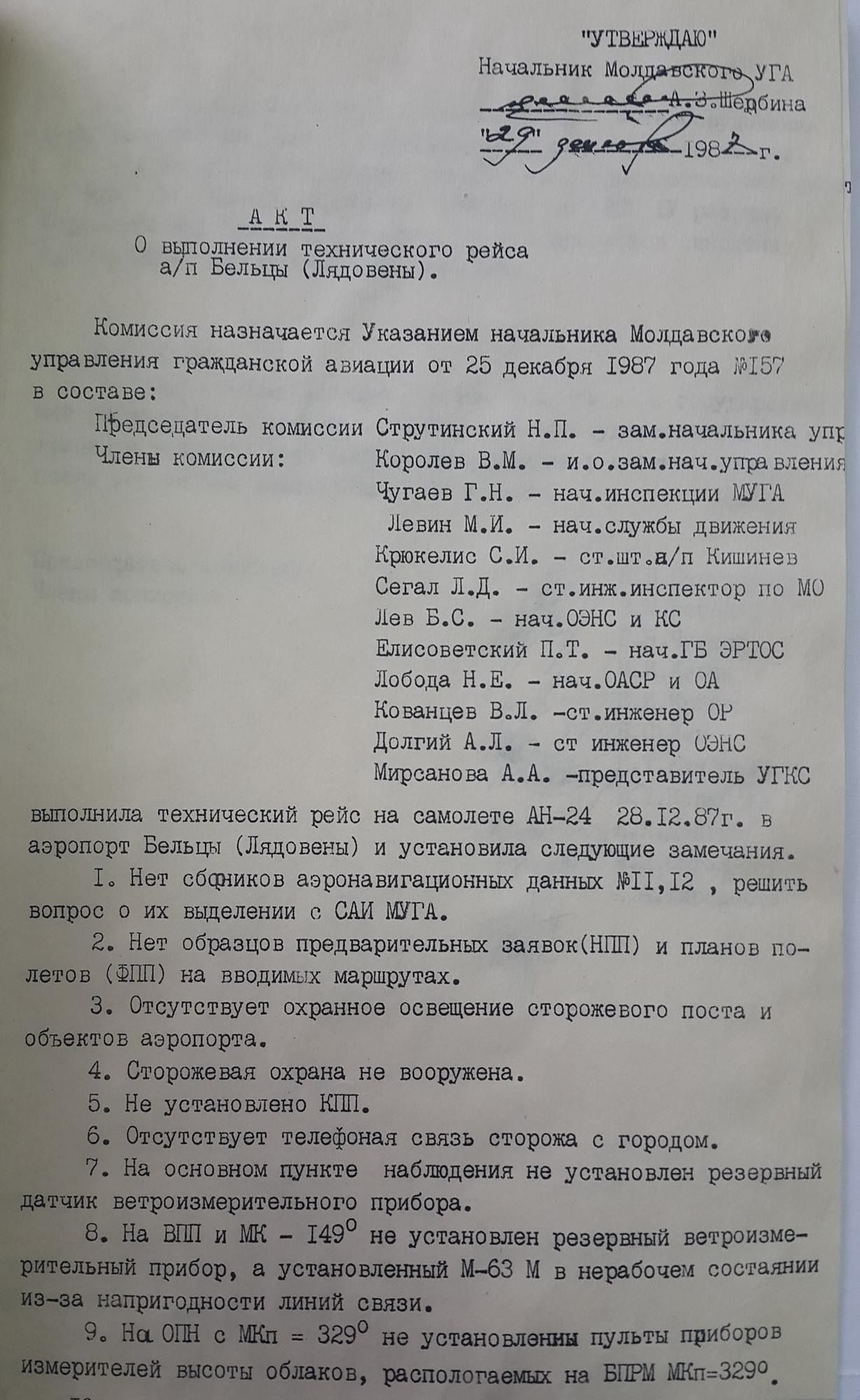
Act de certificare a primului zbor tehnic pe aeroportului Bălți-Leadoveni

La data de 31 mai 1994, "Aeroproject" a confirmat și capacitatea BZY de operare a Tupolev Tu-154 (un avion pe zi) și Iliușin Il-76T (50 de avioane anual cu greutate: 160 tone / 352.739,6 lire).

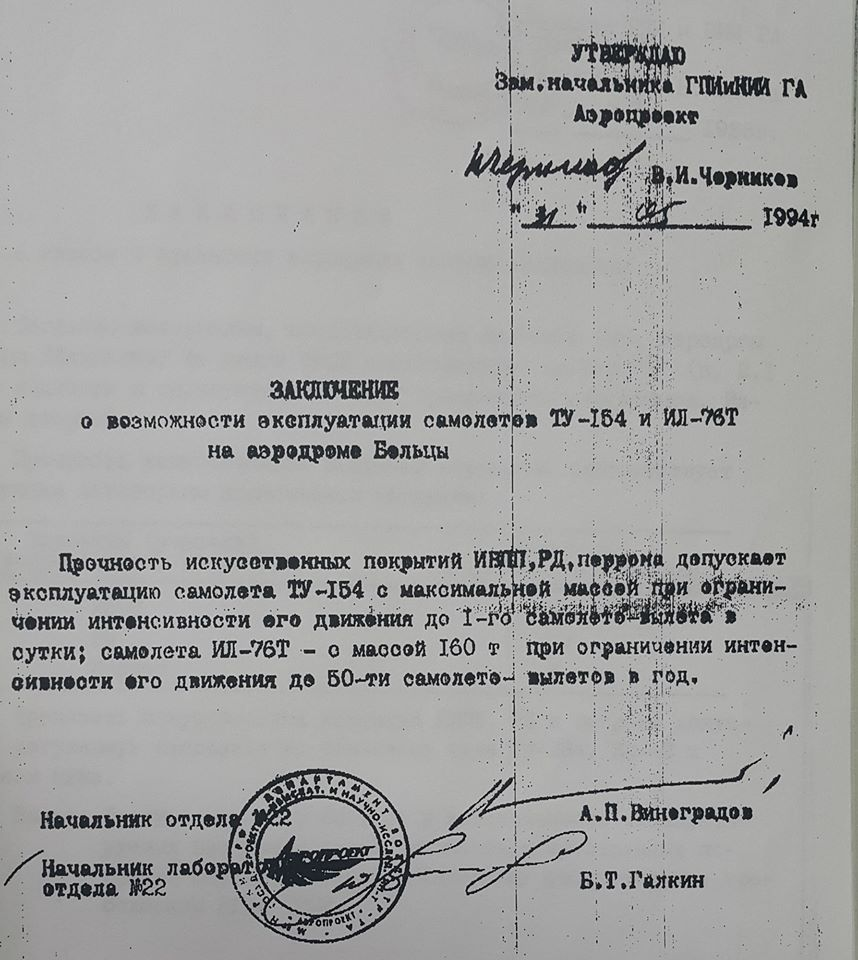
Certificat de confirmare a operării aeroportului Bălți-Leadoveni cu aeronave TU-154 și IL-76T

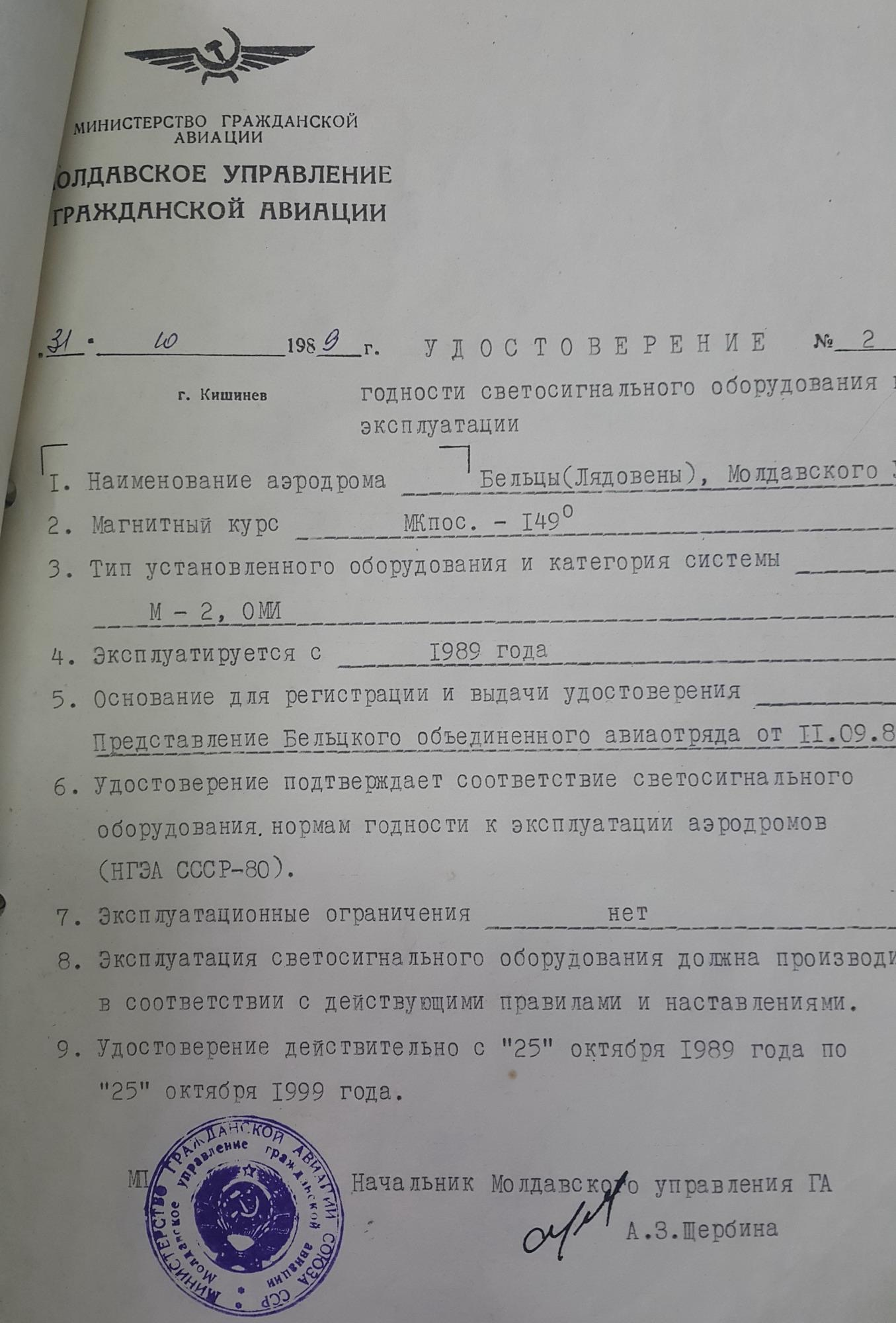
Certificat de conformitate a echipamentului de iluminat si de semnalizare la aeroport Bălți-Leadoveni

Deși de pe aeroportul au fost efectuate zboruri intra-sovietice încă de la începutul funcționării sale, după căderea Uniunii sovietice și independența Moldovei, Guvernul Moldovei a acordat la 4 aprilie 2002 statutul de aeroport internațional noului aeroport Bălți.

## Facilități
Aeroportul Internațional Bălți este menit să funcționeze 24 de ore pe zi, șapte zile pe săptămână, pe tot parcursul anului și cuprinde un terminal internațional pasageri (alcătuit din două clădiri: una pentru plecări și alta pentru sosiri) în stare intactă de la construirea sa, deși facilitățile existente au fost considerate temporare în 1987/1989. 
Pista Aeroportului Internațional Bălți este cea mai recentă pista aeroportuară construită de la 0 din beton turnat armat - a doua pista aeroportuară din beton armat turnat în Republica Moldova după cea de la aeroportul Chișinău. De exemplu, la aerodromul militar Marculești, pista este asamblată din plăci de beton, conecțiunea cărora nu este rezistentă ceea ce a adus la denivelarea acestor plăci și caracterul avariat al pistei și, prin urmare, apelul la închidere a aerodromului Marculești de fostul director acestui aerodrom.
Locația geografică a pistei Aeroportului Internațional Bălți a fost aleasă în conformitate cu ultimele standarde în domeniul navigației aeriene și are aceeiasi orientare magnetică (nord 15, sud 33) ca și mai multe aeroporturi internaționale din regiune și lume. Relevmentul magnetic al pistei la Aeroportului Internațional Bălție ste 15° nord-vest /33° sud-est. Lungimea pistei este de 2240 m și lățimea de 42 m. Terenul înconjurător al pistei a fost pregătit din start pentru extinderea pistei.
Operabiliatea în orice condiții meteroglice asigură altitudinea pistei de 231 metri și vale împrejur până la 100 de metri, ceea ce asigură absența condițiilor pentru crearea ceții stabile, ținând și cont de roza vânturilor în acest loc particular. Prin observațiile meteroogice s-a constatat că când pistele aeroporturilor și aerodromurilor împrejur (Chișinău, Iași, București, Marculesti, Odesa și Kiev) sunt închise pentru operare sau au vizibilitatea redusă, pista la aeroportul Bălți-Leadoveni rămâne operabilă cu mai vizibilitate suficientă, atât orizontală încât și verticală.

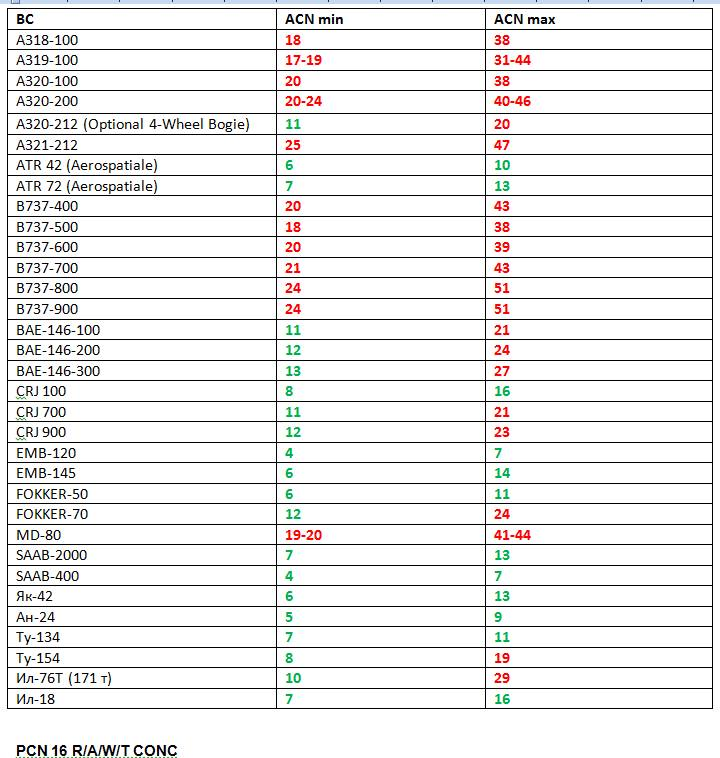
Tabel de corespondență a PCN vs. ACN privind pista la aeroport Bălți-Leadoveni

Numărul de clasificare a pavajului este PCN 16 R(rigid design) / A(cel mai puternic grad – CBR 15 (totate CBR asunt mai sus de 13%) a puterii a substratului sub pavaj / W(unitate care exprimă presiunea maximă a pneurilor pe care o poate suporta pavajul, W (nelimitat) - nu există nicio limită de presiune a pneurilor) / T(descrierea metodei prin care a fost obținută prima valoare: T indică evaluarea tehnică) CONC (beton).
Conform deciziei nr. 32 a Curții de Conturi a Moldovei din data de 25 mai 2007, Aeroportul Internațional Bălți a fost confirmat ca fiind conform cerințelor OACI.
În conformitate cu raportul planului de activitate din data de 1 martie 2013, stabilit în cadrul unei inspecții efectuate de Autoritatea Aeronautică Civilă a Republicii Moldova, au fost verificate următoarele servicii la Aeroportul Bălți-Leadoveni: Pasageri și bagaje - Serviciile generale, Ticketing și aeroporturi, Călătoriile cu pasageri, Bagaj.
Potrivit comunicatului de presă publicat în decembrie 2015 de fostului Ministerul Transporturilor și Infrastructurii Drumurilor din Moldova, Aeroport Internațional Bălți se află pe teritoriul raionului Râșcani, cu o suprafață de 144,5567 hectare și include un aerodrom, un terminal de pasageri, o instalație de manipulare a bagajelor, clădiri și construcții care asigură procesul tehnologic (un hangar metalic, un generator electric diesel pentru rezervă autonomă, o piață în fața terminalului de pasageri, locuri de parcare pentru vehicule de teren speciale și altele), precum și o suprafață care poate fi utilizată pentru dezvoltarea infrastructurii Aeroportului Internațional Bălți.

## Accesul și transportul terestru
Aeroportul Internațional Bălți este situat în afara zonei urbane a Municipiului Bălți, pe teritoriul satului Corlăteni în raionul Rîșcani, la 15,1 km de la centrul orașului Bălți (9,7 km în direcția nord de la marginea nord a orașului unde se termină cartierul Dacia), având acces direct la Drumului European E583/Drumul Național M5 și Drumul Republican R12.

### Transport public

#### Tren
Aeroportul Internațional Bălți se află în apropiere de trei gări feroviare: la 12,4 km (16 minute cu mașina) de la Gara Pelinia, la 16,1/15 km (19/17 minute cu mașina) de la Gara de Nord Bălți și la 15,6 km (18 minute cu mașina) de la Gara Centrală Bălți. Nu există o gară feroviară situată direct la Aeroportul Internațional Bălți.

#### Troleibuz, autobuz și microbuz
Aeroportul Internațional Bălți la Corlăteni nu este decoamdată accesibil cu troleibuze în pofida planurilor de a continua linia electrificată de troleibuze până la acest aeroport, timp ce al doilea aeroport Bălțean istoric Aeroportul Bălți-Oraș este accesibil cu liniile de troleibuz 1, 3 și 4.
Majoritatea autobuzelor și microbuzelor pe rutele suburbane în zona metropolitană Bălți și interurbane/interraionale, precum și autobuzele pe curse internaționale înspre sau de la Bălți se opresc la stația "Corlăteni" (4,2 km de la aeroport - 4 minute cu mașina) sau la joncțiune-estacadă multi-etajată cu acces direct la aeroport de la Drumul național magistral M5 (1,3 km - 3 minute cu mașina până la aeroport).

### Taxiuri
Taxiurile sunt disponibile la comanda.
La aeroport nu există stații permanente de taxi.

### Autoturism
Aeroportul Internațional Bălți se află la 15,4 km (17 minute de mers cu mașina) de la centrul orașului Bălți. Accesul la terminal pasageri, unde se află Aeroportul Internațional Bălți, este posibil via Drumului European E583/Drumul Național M5 care continuă după sensul giratoriu la ieșirea din Bălți la sfârșitul străzii Decebal și via Drumul Republican R12.

### Ciclism
Nu există o rută de biciclete către Aeroportul Internațional Bălți.

### Accesul la hoteluri
Cel mai apropiat hotel de Aeroportul Internațional Bălți este LidoLux (11,4 km, 11 minute de mers cu mașina). La restul hotelurilor din Bălți se poate ajunge cu transportul public din Bălți sau cu taxiul. Primul cartier la întrarea în orașul Bălți de la aeroport este cartierul Dacia conectat prin transport public și taxiuri cu diferite cartiere ale orașului.

## Operator

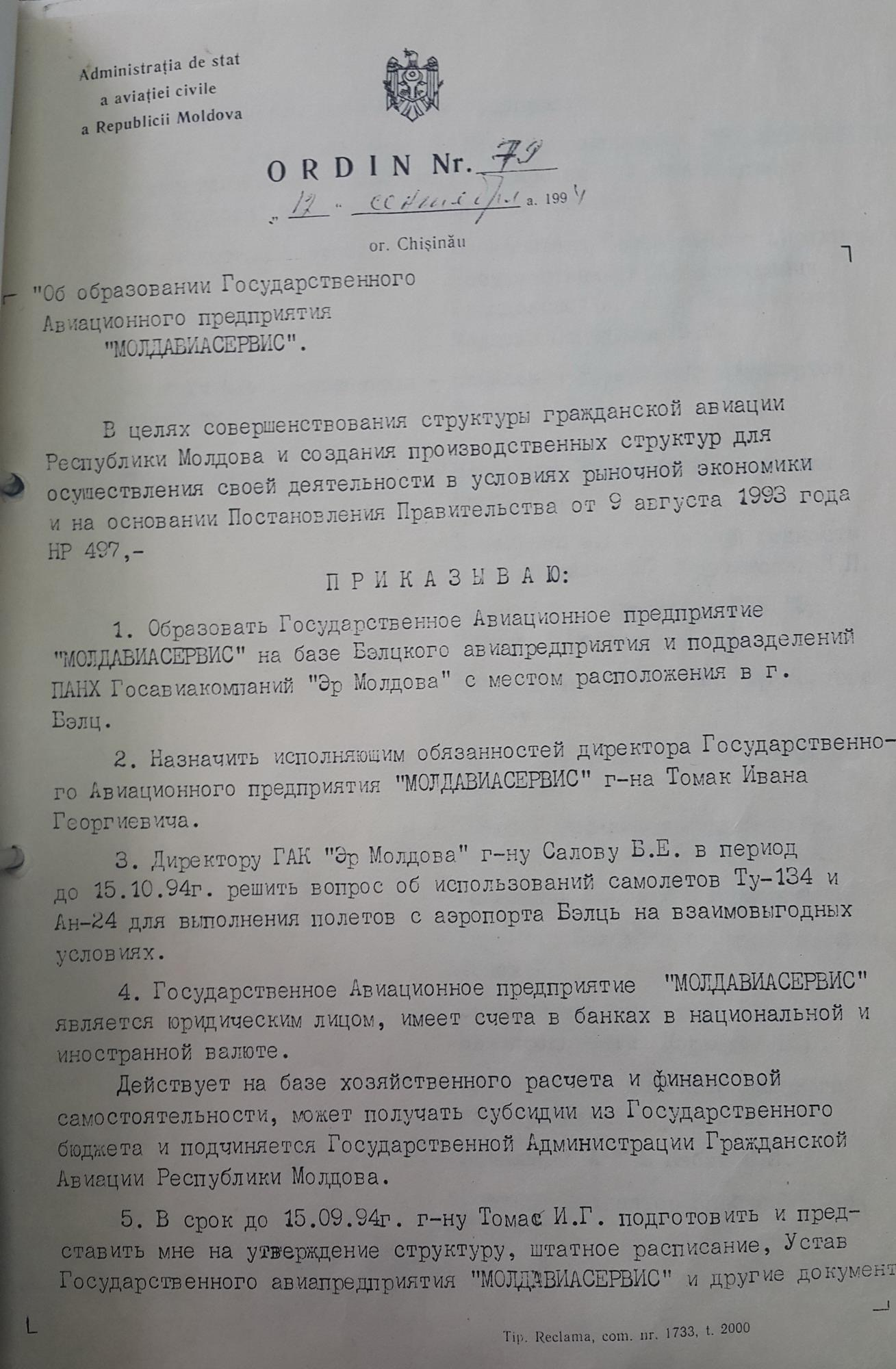
Ordin nr. 79 al Administrației de Stat a Republicii Moldova pentru Aviația Civilă

Aeroportul Internațional Bălți este administrat de Întrepinderea de Stat „Moldaeroservice” și are o suprafață de 144 hectare.
Din punct de vedere administrativ, aeroportul depinde de autoritățile locale competente geografic: în general - Guvernul Republicii Moldova, pe domeniul autorizațiilor de urbanism și planificării precum și a gestiunii funciare - consiliul raional al raionului Rîșcani și primăria satului Corlăteni.
Întreprinderea de Stat „Moldaeroservice”, a fost fondată in anul 1966 ca „Unitatea de aviație combinată Bălți” rusă Бельцкий Объединённый Авиаотряд (ОАО), transformată în 1994 în întreprinderea de stat „Moldaviaservice” și redenumită  în anul 1996 în „Moldaeroservice”. Odată cu destrămarea Uniunii Republicilor Sovietice Socialiste serviciu de control și supraveghere a spațiului aerian a devenit aparte ca întreprinderea de stat „MOLDATSA”.
Astfel, intreprinderea devine sinestătătoare ca Î.S.„Moldaeroservice” cu propriul bilanț. În administrare avînd: Aeroportul internațional Bălți-Liadoveni (145 ha), Aeroportul Bălți-oraș (136 ha), personal profesional, construcții și încăperi necesare pentru procesul tehnologic și productiv, aeronave de tip Antonov An-2 și helicopere Mil Mi-2. 
Unitatea de aviație combinată Bălți, devenită Întreprinderea de aviație Bălți, reorganizată în întreprinderea de stat Moldaviaserice în 1994, a fost redenumită în anul 1996 în „Moldaeroservice”. Astfel, întreprinderea devine sine-stătătoare ca Î.S.„Moldaeroservice” cu propriul bilanț, având în administrare: Aeroportul Internațional Bălți-Leadoveni (145 ha), Aeroportul Bălți-Oraș (136 ha), personal profesional, construcții și încăperi necesare pentru procesul tehnologic și productiv, aeronave de tip Antonov An-2 și helicoptere Mil Mi-2.
În conformitate cu Autorizația de operator aerian № Md 001, emisă de Autoritatea Aeronautică Civilă a Republicii Moldova, întreprinderea efectuează următoarele operațiuni: Zboruri de Ambulanță aeriană, zboruri de observare,  zboruri pentru operațiuni de căutare – salvare,  zboruri de reclamă și agrement, zboruri în folosul sectorului agrar și silvic.
Pe întreg parcurs de dezvoltare, întreprinderea a suportat multe etape de restructurare și avansare. În 1989 a fost dată în exploatare pista betonată de decolare în aeroportul nou construit Aeroportul Internațional Bălți-Leadoveni (gestionat de asemenea de Moldaeroservice) datorită căruia pasagerii regiunii de nord a Republicii Moldova au căpătat posibilitate de călătorii aeriene în 14 orașe din fosta URSS cu avioanele de tip Antonov An-24, Tupolev Tu-134, Let L-410 Turbolet, până în anul 1993.
Odată cu destrămarea Uniunii Republicilor Sovietice Socialiste serviciu de control și supraveghere a spațiului aerian a devenit aparte, fiind delegat filialei modovenești Bălți a întreprinderii de stat „MOLDATSA”.
Conform certificatului MD.145.0025, Moldaeroservice est aprobată ca organizația de întreținere pentru Antonov An-2 (ASH-62IR);
Mil Mi-2 (GTD-350); C3; C5; C6; C7; C8; C9; C12; C13; C14; C18.
Conform deciziei nr. 32 a Curții de Conturi a Moldovei din data de 25 mai 2007, Aeroportul Internațional Bălți a fost gestionat neregulat cu contabilitatea ineficientă de către direcția Moldaeroservice.

## Destinații

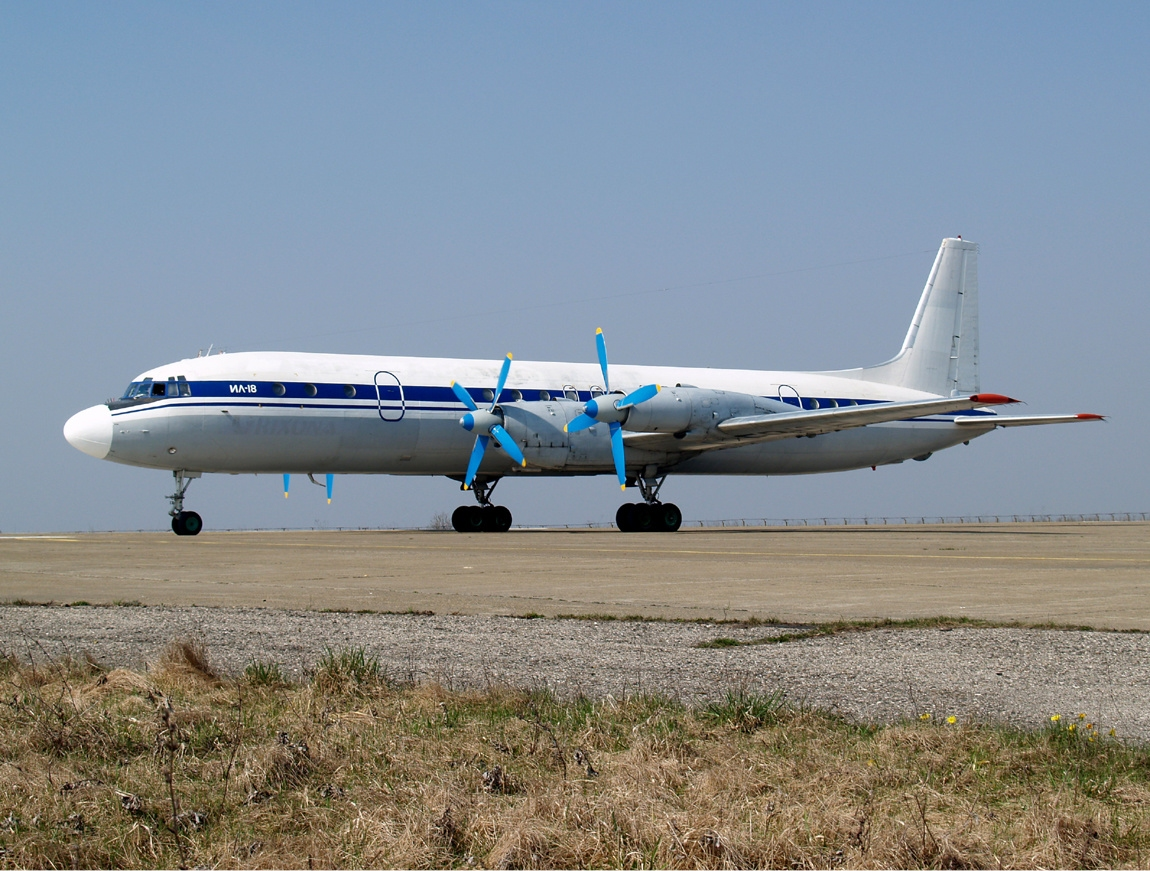
Iliușin Il-18 la Aeroportul Internațional Bălți

După deschiderea oficială la sfârșitul anilor 1980, Aeroportul Internațional Bălți a fost operat atât cu flota proprie a întreprinderii de stat Moldaeroservice încât și de avioane de la Chișinău ale fostei filiale moldovenești a companiei sovietice Aeroflot. În acel moment, aeroportul a fost numit Aeroportul Internațional Bălți-Leadoveni și a devenit al doilea cel mai important aeroport din Republica Moldova cu aproximativ 20 curse/destinații internaționale săptămânale. După independența Moldovei în 1991, aeroportul a fost utilizat de compania Air Moldova, succesorul companiei de stat cu celorlalte aeronave sovietice ale companiei Aeroflot.

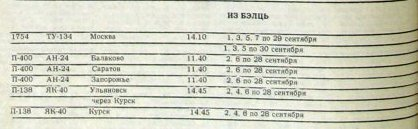
Orarul curselor regulate din 16 septembrie până la 31 Decembrie 1991 din Aeroportul Internațional Bălți

Înainte de destrămarea URSS, aeroportul a fost conectat, prin zboruri directe, la aproape 20 de destinații din fosta Uniunea Sovietică, inclusiv Moscova, Sankt Petersburg, Kiev, Simferopol și Soci.

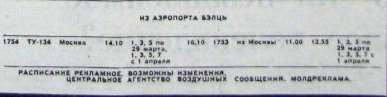
Extrasul orarului curselor regulate cu Tupolev Tu-134 din Aeroportul Internațional Bălți la Moscova (aeroportul Vnukovo) pentru perioada 1 ianuarie - 31 mai 1991

 Au existat câteva tentative de reanimare a aeroportului, prin „recomandări” insistente în adresa Air Moldova de a executa zboruri de pe acest aeroport, inclusiv în 1994 concomitent cu crearea întreprinderii de stat Moldaviaservice. Din 1992 au existat tentative de organizare a curselor regulate din Bălți spre Moscova, însă, au fost anulate din motive economice, fără ca aceste motive economice să fie explicate în raportul citat. Conform Ziarului de Gardă, autorul acestui raport "Ex–directorul general al Companiei "Air Moldova", Dorin Timciuc, impreuna cu subalternii sai, directorul financiar Radu Bezniuc si seful Departamentului financiar, Alexandru Crigan, au fost arestati, fiind suspectati de "insusirea in proportii deosebit de mari din avutul public"(art. 195, al. 2), infractiune si mai grava decat cea incriminata lui Pasat, care prevede detentie de pana la 25 ani. Cei trei sunt anchetati penal de majorarea comisioanelor la biletele de calatorie pe rutele companiei "Air Moldova" si pe rutele combinate."

Totodată, după Arnold Pavorozniuc, 
„De exemplu, pentru a zbura la Moscova, trebuia să cumpărați un bilet cu o lună înainte. Aceasta a fost mai mult decât în Chișinău. Guvernul, atunci când a decis asupra necesității unui aeroport aici, a ținut cont de faptul că nordul Moldovei era mai populat decât centrul și sudul, de asemenea dezvoltat industrial. Conform calculelor făcute atunci, acest aeroport urma să deservească peste 2 milioane de oameni. Calculele nu erau doar pentru moldoveni, ci și pentru ucrainenii care urmau să zboare de aici", notează Arnold Povorozniuc.”

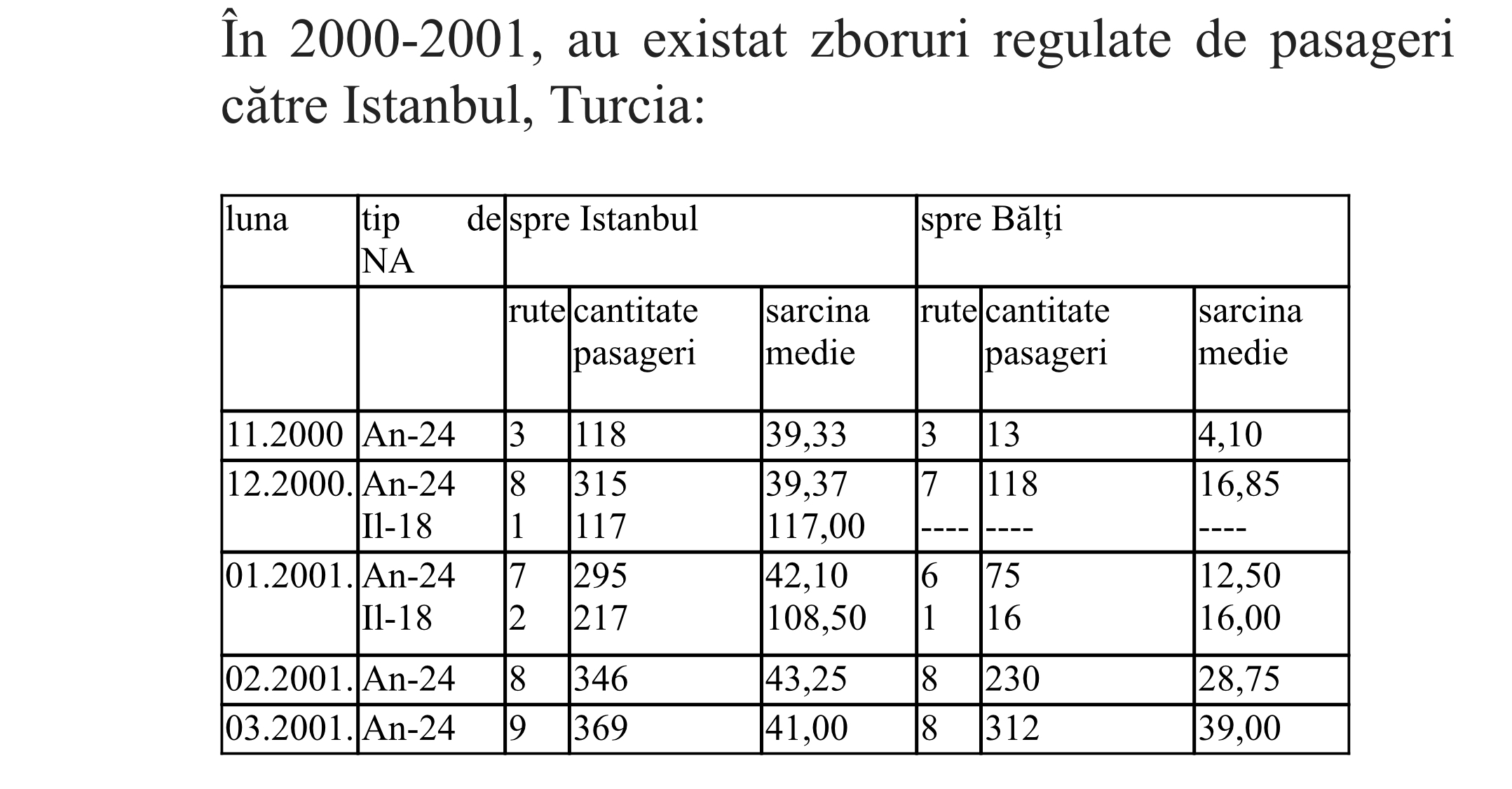
statistica Moldaeroservice pentru curse Bălți-Istanbul (2000-2001)

În 2000-2001 au existat zboruri regulate pasageri de la Bălți la Istanbul cu sarcina maximală pe cursa de la Bălți înspre Istanbul - până 43,25 persoane cu Antonov An-24 și 117 persoane cu Iliușin Il-18 pe o cursă. Cursele au fost sistate din cauza absenței postului vamal la Aeroportul Internațional Bălți când funcționarii poliței de frontieră de la postul vamal Ungheni au sistat colaborarea cu Aeroportul Internațional Bălți sub pretextul așteptări deciziei Guvernului Republicii Moldova. Traficul pasageri pe epoca constituia 580 persoane pe luna și în afară curselor existente la Istanbul, era prevăzută reluarea curselor regulate din Bălți la Moscova din primăvara 2002.

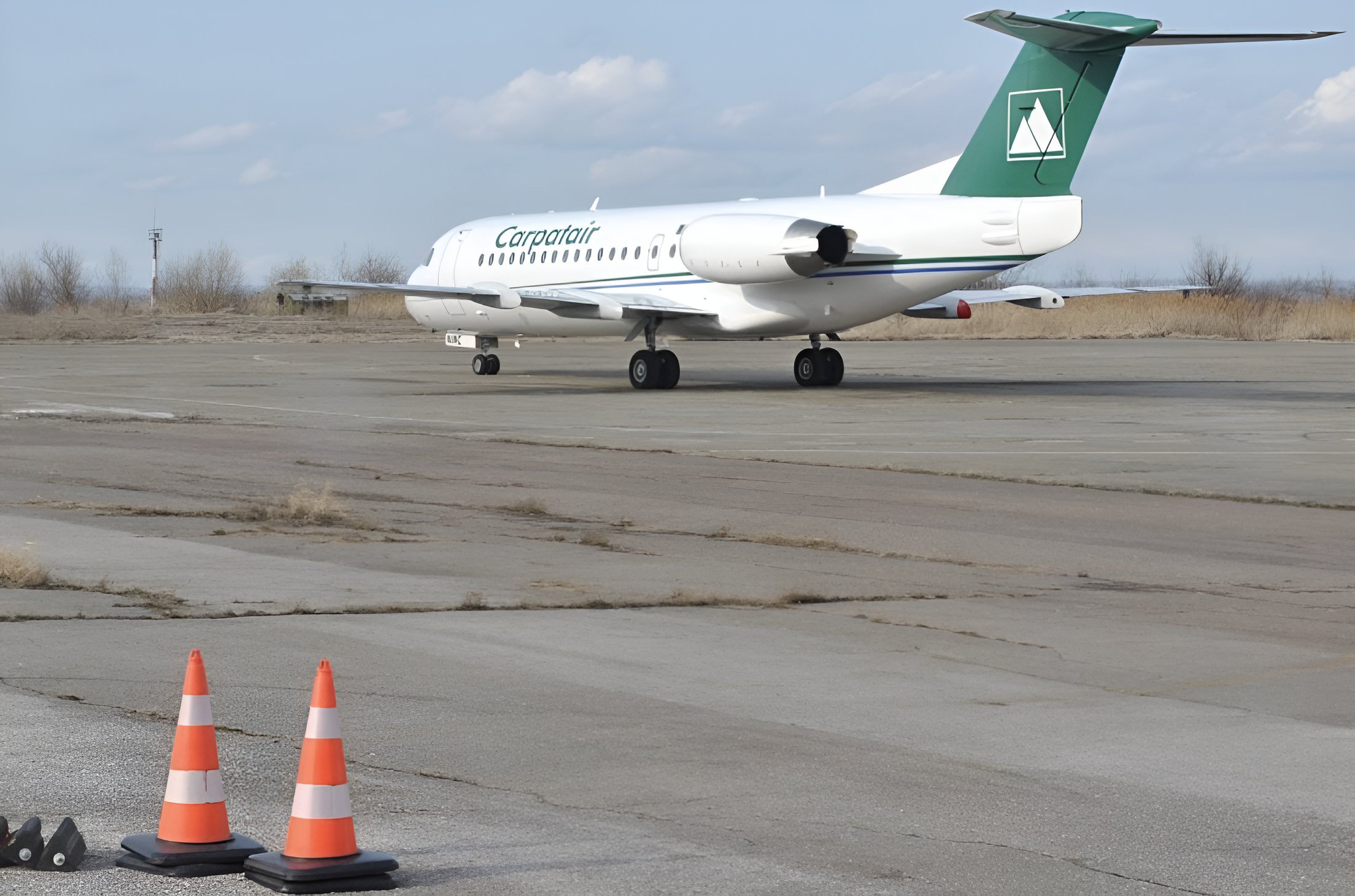
Fokker F70 al companiei Carpatair la peron de parcare al Aeroportului Internațional Bălți

Pe parcursul istoriei exploatării Aeroportului Internațional Bălți, principalele companiile aeriene care au efectuat zboruri regulate și charter pe/de pe Aeroportul Internațional Bălți spre aproximativ 20 diferite destinații sovietice și internaționale au fost Aeroflot, Moldaeroservice și Air Moldova. Moldaeroservice a fost ultimul operator care a activat pe Aeroportul Internațional Bălți, precum și companiile de jeturi private din Austria și Germania și Carpatair.
Cursele aeriene directe au fost asigurate pe zona extinsă a fostelor republicilor sovietice socialiste și în țările vecine din Europa și Turcia. 

## Expansiune și perspective
Deși pista existentă are o lungime de 2.240 de metri și lățime de 42 metri, lucrările de teren implementate inițial pentru extinderea acesteia și lucrările de nivelare a terenului pentru extinderea acesteia au fost realizate în 1987. Construcția infrastructurii aeroportului (inclusiv pentru terminal pasageri și terminal cargo, hotel, turn de control al traficului aerian, extinderea liniei de troleibuz de la Bălți la Aeroport Internațional Bălți-Leadoveni au fost lăsate în sarcina autorităților locale.
Noul rol al Aeroportului Internațional Bălți ar putea fi hub inclusiv și pentru companiile aeriene low-cost din Moldova, deoarece singurul aeroport care operează, în calitate de deținător al monopolului, cu taxe aeroportuare mari, zboruri regulate de pasageri rămâne aeroportul Chișinău.
Aproximativ o treime sau mai mult din toți pasagerii de pe rutele operate de Air Moldova, având aproximativ jumătate din ponderea tuturor zborurilor de pe aeroportul Chișinău, provin din Bălți și din raioanele de nord ale Moldovei. Din mai 2015, Air Moldova vinde bilete de avion cu punctul de destinație indicat cu cod IATA BZY, oferind un serviciu de transfer cu autobuzul de la Bălți la aeroportul Chișinău. Pornind de la un autobuz pe zi la început, în prezent circulă trei autobuze pe zi între Bălți și aeroportul Chișinău și doar pentru zborurile Air Moldova.
Perspective importante de dezvoltare apar, de asemenea, pentru Aeroportul Internațional Bălți în domeniul cargo, ceea ce ar genera creștere economică pentru întreaga regiune de nord a Moldovei. Regiunea se laudă cu o creștere anuală a PIB-ului de 8%, iar proiectele de investiții imobiliare în Bălți de către companiile vest-europene sunt unii dintre factorii de creștere. Aeroportul este situat cu acces direct la Drumul european E583 și la 6 km de Gara Pelinia pe calea ferată în direcția nord cu plecare din Bălți - singurul oraș din Moldova deservit cu trei direcții de cale ferată. Aeroportul Internațional Bălți este situat în apropierea de trei gări feroviare.

### Proiecte de modernizare ale Aeroportului Internațional Bălți-Leadoveni
La 30 august 2007, în conformitate cu Decizia nr. 987, Guvernul Republicii Moldova a decis să identifice și să realizeze măsuri pentru eficiența economică a Aeroportului Internațional Bălți (și aeroportul Cahul) în Republica Moldova până în 2012, pentru a încuraja și stimula investițiile, private în aceste aeroporturi.
Cu tot că certificatul de exploatare a aeroportului international Bălți-Leadoveni i-a fost suspendat în septembrie 2015 de AAC RM la solicitarea directorului AAC RM, la sfârșitul anului 2016 compania germano-elvețiană Militzer & Münch și-a anunțat intenția de a investi în modernizarea aeroportului precum și in prelungirea pistei aproximativ 50 milioane euro.
În decembrie 2015 a apărut o petiție online pentru reluarea zborurilor regulate de la aeroportul Bălți-Leadoveni.

#### Proiectul Polo Invest (2016)
În 2016, Polo Invest și-a făcut publică intenția de a investi în aeroportul international Bălți-Leadoveni cam 40 milioane euro.  Planul de modernizare a Aeroportului Bălți-Leadoveni urma să fie realizat în două etape. Primul a fost construirea unui nou terminal de 2500 m² cu o capacitate de 500 000 de pasageri pe an. Costul lucrărilor a fost estimat la 4,5 milioane de euro.
În cea de-a doua fază, urma să fie construit un terminal mare de pasageri - cu o suprafață de 25 000 m² și o capacitate de 1,5 milioane de pasageri pe an. De asemenea, a fost planificată o nouă pistă cu o lungime de 2.800 de metri (pista actuală are o lungime de 2.240 de metri) și un hotel de patru stele. Costul total al celei de-a doua faze a fost estimat la 35 de milioane de euro.

#### Proiectul Militzer & Münch (2015)
Proiectul prevedea concesionarea Aeroportului Internațional Bălți pe o perioadă de 49 de ani și investirea a 30 de milioane de euro în modernizarea acestuia în prima fază, pentru a construi un nou terminal pentru pasageri, terminal cargo și depozite pentru marfa transportată, modernizarea și extinderea pistei Aeroportului Internațional Bălți, ceea ce i-ar fi permis să găzduiască aeronave Embraer, Airbus și Boeing. Investiția pentru cea de-a doua etapă a proiectului de modernizare a Aeroportului Internațional Bălți ar putea ajunge la 10-15 milioane de euro. După modernizare, Aeroportul Internațional Bălți a fost planificat să devină un alt punct de tranzit important pentru transportul de mărfuri între țările din Est și Vest, precum și un punct de tranzit regional pentru transportul de pasageri și de mărfuri, iar accentul va fi pus pe transportul cargo, având în vedere poziția geografică favorabilă a Aeroportului Internațional Bălți și disponibilitatea unui volum mare de comenzi de cargo ale operatorului Militzer & Münch. Aeroportul Internațional Bălți va deveni un aeroport de rezervă pentru aeroportul din Chișinău, precum și pentru aeroporturile din Ucraina și România. Investiția în construcția și modernizarea Aeroportului Internațional Bălți a fost planificată să fie recuperată în cel mult șapte ani. Proiectul de modernizare a Aeroportul Internațional Bălți va crea 200 de locuri de muncă, va crește alocările bugetare și va îmbunătăți imaginea Republicii Moldova prin crearea unei infrastructuri și a unei logistici bine dezvoltate, cu o zonă de zbor care să corespundă cerințelor moderne de siguranță. Modernizarea acestuia ar putea începe încă de la jumătatea anului 2016 și ar putea fi finalizată în 2-3 ani.

#### Proiectul Moldaeroservice (2001)
Potrivit lui Vitali Povonschi, fostul director al întreprinderii de stat Moldaeroservice care gestionează Aeroportul Internațional Bălți, Aeroportul Internațional Bălți a fost repus în funcțiune în 2000, după o reconstrucție majoră. Flota de aeronave include 30 de elicoptere Mil Mi-2, două aeronave Antonov An-2 și un Antonov An-26.

### Hotărîrea Guvernului din 2010
La 29 octombrie 2010, Guvernul Republicii Moldova a adoptat Decizia nr. 983, în temeiul căreia a obligat Zona economică liberă Bălți să construiască bunuri imobiliare pe teritoriul Aeroportului Internațional Bălți în schimbul proprietății imobiliare bunurilor transferate Zonei Economice Libere Bălți din fostul Aeroportul Bălți-Oraș. Până în ziua de astăzi Zona economică liberă Bălți nu a început lucrări de construcții pe teritoriul Aeroportului Internațional Bălți, deși Zona Economică Liberă Bălți a construit deja active imobiliare în scopuri de afaceri pe parcelele de teren primite de la Aeroportul Bălți-Oraș.
Primul aeroport istoric din Bălți Aeroportul Bălți-Oraș a existat din perioada postbelică până în anul 2010, când Guvernul Republicii Moldova a decis să transfere terenul Aeroportului Bălți-Oraș către Zona economică liberă Bălți, cu obligația ca aceasta să construiască imobile la Aeroportul Internațional Bălți-Leadoveni în schimbul imobilelor primite de la Aeroportul Bălți-Oraș. Până în prezent, Zona economică liberă Bălți nu și-a îndeplinit obligația de a construi noi imobile la Aeroportul Internațional Bălți-Leadoveni.
Prin Hotărîrea Guvernului nr.983 din 19 octombrie 2010 „Cu privire la transmiterea unor bunuri imobile” (completată prin Hotărîrea Nr. 1199 din 31.10.2016), tot terenul Aeroportului Bălți-Oraș s-a transmis în gestiunea Ministerului Economiei pentru utilizare în vederea extinderii activității ZEL „Bălți”. Conform studiului de fezabilitate întocmit de Ministerul Economiei în 2011, pe terenul primit de ZEL Bălți erau preconizate să fie create un parc industrial și un incubator de afaceri, obiectivele strategice a creării parcului industrial în cadrul subzonei nr.3
ZEL „Bălți” fiind: atragerea investițiilor autohtone și străine în Municipiul Bălți, majorarea ponderii sectorului industrial al municipiului și Regiunii de Dezvoltare Nord în volumul total industrial prin reînnoirea unor sectoare industriale competitive pe baza tehnologiilor moderne și inovaționale, preluarea practicilor operaționale a companiilor străine în activitățile de producere industrială, desfășurarea activităților economice în concordanță cu oportunitățile de dezvoltare specifice Regiunii de Dezvoltare Nord, inclusiv utilizarea mai eficientă a patrimoniului public, crearea locurilor de muncă în cadrul parcului industrial, dezvoltarea resurselor umane prin creșterea calității de formare profesională în cadrul parcului.
Astăzi, în pofida prevederilor studiului de fezabilitate, pe terenul aeroportului Bălți-Oraș transferat Zonei economice libere Bălți au fost construite inclusiv mai multe clădiri și complexe de agrement și distracții aflate nemijlocit în teritoriul ZEL Bălți extins, printre care: Goldhaus Bier & Steakhaus (restaurant și sala de recepții) pe str. Aerodromului 1, și parcul acvatic și centrul spa Aqua Fantastic pe str. Aerodromului 1.
Clădirea fostului cămin al piloților (str. Aerodromului 1a) este astăzi utilizată ca clubul de echitație Bălți ocupând și o parte de terenuri ale Aeroportului Bălți-Oraș.
Sediul Moldaeroservice rămâne în clădirea aerogării construite în 1954 pe str. Aerodromului 12, nemijlocit în fața stației terminale ale troleibuzelor “Aeroport”.

### Autoritățile publice
Începând cu anul 2015, au fost întreprinse numeroase inițiative în scopul reluării activității Aeroportului Internațional Bălți. 
- În august 2016, fostul ministrul de transporturi Iurie Chirinciuc, a declarat [67] că Aeroportul Internațional Bălți va fi reabilitat până la sfârșitul anului 2016.

- În noiembrie 2019, fosta prim-ministra Maia Sandu, în discursul său adresat cu ocazia votului de neîncredere a Guvernului Republicii Moldova[68], a menționat că guvernul avea planuri de a deschide un aeroport la nordul Republicii Moldova.

- În decembrie 2019 consilierul fostului prim-ministru Ion Chicu a reiterat redeschiderea aeroportului internațional Bălți-Leadoveni ca fiind cel mai apropiat de facilitățile de transport multimodal care oferă Bălțiul[69]

- În ianuarie 2020 Ion Chicu a anunțat, de asemenea, continuarea procedurilor de realizare a studiului de fezabilitate pentru a permite statului Republica Moldova să stabilească cu exactitate valoarea activului pe care îl reprezintă Aeroportul Internațional Bălți și să aleagă cea mai bună formă de parteneriat public-privat sau de concesiune în ceea ce privește exploatarea acestuia.[70]

- În februarie 2020 fostul președinte al Republicii Moldova, Igor Dodon, a anunțat redeschiderea Aeroportului Internațional Bălți-Leadoveni ca o alternativă de al doilea aeroport internațional din Moldova.[71].

- În iulie 2020 Renato Usatîi, fostul primar al Municipiului Bălți a considerat că modernizarea sau reconstruirea Aeroportului Bălți-Leadoveni de pe teritoriul localității Corlăteni, cu includerea acesteia în componența municipiului Bălți, ar fi o soluție pentru două probleme. Edilul și-a sonorizat propunerea la întâlnirea membrilor cabinetului guvernului Chicu cu primarii și președinții de raion din țară. În calitate de argument, Usatîi a menționat că oamenii din Corlăteni, 80% dintre care muncesc în Bălți, "deja de mulți ani cer ca localitatea lor să fie parte a municipiului. Iar reabilitarea aeroportului existent sau construcția din temelie a unuia nou le-ar aduce acestora numeroase beneficii. Corlăteni se aflând în coasta Bălțiului, localnicii ar putea beneficia de transportul municipal, iar în zonă ar putea fi trași investitori."[72]

- În noiembrie 2021 Marina Tauber, fosta candidata la fotoliul primarului Municipiului Bălți a anunțat că va "reconstrui aeroportul din Bălți și-l voi transforma într-un obiectiv strategic național, susținând că reconstrucția și punerea în funcțiune a aeroportului din Bălți se numără printre obiectivele centrale din programul său economic. „Deschiderea unui nou aeroport internațional în această regiune este importantă nu doar pentru Bălți, dar și pentru întreaga țară și ar dinamiza serios viața economică și socială din acest oraș, inclusiv în ceea ce privește dezvoltarea turismului”, a declarat Tauber. În opinia sa, este vorba atât despre transportul de pasageri, care va transforma aeroportul din Bălți într-un nod important, inclusiv pentru cetățenii din statele învecinate, dar și despre transportul de mărfuri, care va face regiunea atractivă pentru investitori."[73]

## Personalități legate de istoria aviației Bălțene
- Aleksandr Pokrîșkin[74]
- Rudolf Schmidt[75]
- Grigori Leadov[76]
- Reinhard Heydrich[77]
- Grigore Baștan[78]
- Nadia Russo[79]
- Robert Frimtzis[80]